# 近藤朔風

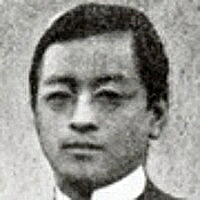
近藤朔風

近藤 朔風（こんどう さくふう、1880年（明治13年）2月14日 - 1915年（大正4年）1月14日）は、日本の訳詞家。原詩に忠実、かつ歌いやすい訳詞で、西欧歌曲の普及に貢献した。「泉に沿いて茂る菩提樹」「なじかは知らねど心侘びて」「わらべは見たり野中のばーら」などは、今も歌い継がれる。本名逸五郎。筆名には近藤あきら・羌村もあった。

## 生涯
桜井勉・八重子の第5子として、東京に生まれた。桜井家は、但馬国出石藩（現・兵庫県豊岡市出石町）の藩儒の家系で、明治維新後上京した勉は、逸五郎誕生のときには内務省山林局長を務め、東京在住の出石出身者の中心的な人物だった。叔父（勉の実弟）に、教育家木村熊二がいた。
1893年、逸五郎は父方母方両方の叔父に当たる近藤軌四郎の養子に入った。1895年、誠之小学校から尋常中学郁文館へ進み、1900年に卒業した。中学校在学時から西洋音楽を好み、1901年東京音楽学校選科生となり、1902年から東京外国語学校伊語学科にも在籍した。1903年東京音楽学校が日本初のオペラ、グルックのオルフェウスを上演したときには、石倉小三郎らと訳詞を担当した。
オルフェウス上演後、東京音楽学校・東京外国語学校から離れ、雑誌への寄稿を始めた。西洋音楽の手引きのほか、リヒャルト・ワーグナーの紹介記事も書いた。1905年4月から「音楽」誌の編集主任となり、自身初の訳詞であるグノーの「セレナアデ」を「近藤あきら」名義で発表した。同時期、「白百合」で日本民謡の収集紹介も発表している。
1906年、日下部千穂と結婚した。1907年頃から「近藤朔風」の筆名で、本格的に原詩に忠実な訳詞作りに励んだ。訳詞は47編確認されているが、訳業による収入は十分でなく、役所勤めもしたと言う。役所勤務の実態の詳細は明らかでない。
元来酒好きで、1915年の年明けに倒れて順天堂病院に入院し、面疔と肝臓炎のために没した。享年36歳。墓は、谷中霊園甲11号1側、桜井家墓域にある。

## 主な訳詞
朔風は、訳詞をまず雑誌に発表した後、訳詞集に纏めたと言う。「菩提樹」「野ばら」「ローレライ」「シューベルトの子守歌」などの訳詞は名訳とされる。以下に、朔風が手がけた知名度の高い訳詞をおおよその年代順に掲げる。
- ユーゴー詩・グノー曲の「セレナーデ（夜の調べ）」
- クラウディウス（Matthias Claudius）詩・シューベルト曲の「シューベルトの子守歌」
- ヴィーラント詩・ウェーバー曲の「ふなうた」
- ゲレルト（Gellert）詩・ベートーヴェン曲の「神のみいつ」
- ハイネ詩・シューマン曲の「わすれな草」
- ハイネ詩・リスト曲の「花かそもなれ」
- ラマルティーヌ詩・ゴダール曲の「ジョスランの子守歌」
- ガイベル（Emanuel Geibel）詩・シューマン曲の「流浪の民」
- ハイネ詩・ジルヒャー曲の「ローレライ」
- ゲーテ詩・シューベルト & ウェルナー曲の「野ばら」
- ポーランド民謡・ショパン曲の「乙女の願」
- ミュラー（Wilhelm Müller）詩・シューベルト曲の「菩提樹」
- ハイネ詩・シューマン曲の「はすの花」
- ライトン（W.T.Wrighton）曲の「ほととぎす」、（ウーラント（Ludwig Uhland）詩・シューマン曲の「暗路」の訳詞だったが、現在は、ライトンの旋律に乗せて歌われる。）
- マルティーニ曲の「愛の歓び」
- ベイリー（Thomas Haynes Bayly）曲の「久しき昔」（ロング・ロング・アゴー）

朔風の訳詞曲は、西洋諸国の名曲を児童・生徒に紹介するため、1950年代から教科書に掲載された。しかし、原語歌唱を重視する姿勢が強まった結果、今日ではドイツリートを学習する入り口の役割を担う程度の位置づけである。

## 出版物
- 編著『歌劇オルフォイス』（翻訳台本）東文館（1903.7）
- 『独唱名曲集』如山堂書店（1907.6）（収録15篇中10篇が朔風の訳詞）
- 『つはもの』（独唱・合唱西欧名曲集 第3巻）如山堂書店（1907.8）（7篇）
- 小松玉巌編『名曲新集』大倉書店（1908.9）（収録25篇中9篇が朔風の訳詞）
- 天谷秀と共編『女声唱歌』（三部合唱曲集）共益商社書店（1909.11）（収録25篇中14篇が朔風の訳詞）
- 山本正夫と共編『西欧名曲集』（合唱曲集）音楽社（1911.4）（収録15篇中8篇が朔風の訳詞）
- 山本正夫と共編『西洋名曲叢書 第1集』（メンデルスゾーン号）楽界社（1915.3）（4篇）
- 同上『第2集』（女声三部合唱集）（1915.4）：（6篇）
- 同上『第3集』（歌劇独唱曲号）（1915.5）（3篇）
- 同上『第4集』（高名民謡号）（1915.6）（6篇）
- 同上『第5集』（ベートーヴェン号）（1915.7）（3篇）
- 同上『第6集』（シューベルト号）（1915.8）（3篇）
- 同上『第7集』（シューマン号）（1915.9）（3篇）
- 同上『第8集』（英国民謡号）（1915.10）（4篇）
- 同上『第9集』（芸術的歌曲号）（1915.11）（4篇）
- 同上『第10集』（近代作家歌曲号）（1915.12）：（内容不明）